# Bematha extensa
Bematha extensa är en fjärilsart som beskrevs av Walker 1865. Bematha extensa ingår i släktet Bematha och familjen nattflyn. Inga underarter finns listade i Catalogue of Life.